# Давтян, Араксия Ашотовна
Ара́ксия Ашо́товна Давтя́н (22 апреля 1949, Калача, Ноемберянский район — 28 июля 2010, Москва) — советская и армянская оперная певица (сопрано). Народная артистка Республики Армения (2004).

## Биография
Родилась в обычной семье — отец был военным лётчиком, мать — медицинский работник. Двоюродная сестра известной пианистки, народной артистки Армянской ССР Светланы Навасардян. После отставки отца семья вернулась из России в Ереван, где будущая певица поступила в музыкальную школу имени Сараджева в класс фортепиано. Директор школы — известная певица Мелания Чолахян — открыла у девочки незаурядные вокальные данные и стала заниматься с ней.
С 1975 года, окончив Ереванскую консерваторию (класс Р. И. Гулабян), работала иллюстратором в Ереванской консерватории. В 1980—1986 годы — солистка Оперной студии консерватории, в 1986—1992 — солистка симфонического оркестра Гостелерадио Армении.
В 1984 году, после победы на конкурсе им. Виотти в Варчелли, дебютировала в Большом театре в партии Виолетты («Травиата» Верди). Следующий серьёзный успех принесло ей концертное турне в США и по странам Европы с оркестром «Виртуозы Москвы» под управлением Владимира Спивакова.
Выступала более чем в 120 авторитетных концертных залах мира: «Карнеги Холл» (Нью-Йорк), «Гаво» (Париж), «Консертгебау» (Амстердам), «Сентр Холл» (Токио) и т. д., сотрудничала с такими известными артистами, как Рикардо Шайи, Геннадий Рождественский, Клаус Петер Флор, Елена Образцова, Тамара Синявская и др.
Преподавала вокал в Ереванской государственной консерватории имени Комитаса (с 1997 года — профессор консерватории), а также в Москве, где работала до конца жизни. В числе её учеников — Микаэль Бабаянян (баритон), Рустам Яваев (контратенор), Анна Маилян (меццо-сопрано), Лузине Азарян (сопрано), Лолитта Семенина (сопрано).
Была единомышленником оппозиционного движения Армении и боролась за свободу политзаключённых.
Похоронена в Ереванском городском пантеоне.

## Творчество
В обширный репертуар А. А. Давтян входили произведения И. С. Баха, Дж. Перголези (партия в «Stabat mater» — Екатеринбург, 2 июня 2003), В. А. Моцарта (ария из оперы «Так поступают все»), Дж. Верди (арии из опер «Сила судьбы» и «Бал-маскарад»; партия в «Реквиеме» — Консертгебау, 1988), Р. Штрауса, М. И. Глинки (ария Антониды из оперы «Иван Сусанин»), И. Ф. Стравинского, С. С. Прокофьева, Д. Д. Шостаковича.

### Фильмография
- Снялась в сюрреалистическом фильме реж. Рустама Хамдамова «Вокальные параллели» («Казахфильм», 2005) вместе с известными казахскими оперными певцами Розой Джамановой, Бибигуль Тулегеновой и Эриком Курмангалиевым[3].

## Награды и звания
- Народная артистка Республики Армения (2004)
- Заслуженная артистка Армянской ССР (1987)
- Лауреат Всесоюзного конкурса вокалистов им. Глинки (Таллин, 1979, 3-я премия)[2]
- Лауреат Международного конкурса музыки и танца им. Виотти в Варчелли (1984)

## Комментарии
1. ↑  По другим данным[1] — в 1986.